# Mustafa Bozdemir
Mustafa Bozdemir est un photographe turc. Il est récipiendaire du prix World Press Photo of the Year de 1984 pour une photo prise l'année précédente.